# Dundalk Institute of Technology
Das Dundalk Institute of Technology (abgekürzt DkIT; irisch Institiúid Teicneolaíochta Dhún Dealgan) ist eine technische Hochschule in Irland.
Zurzeit studieren dort etwa 5200 Studenten und es werden 500 Mitarbeiter beschäftigt. Darunter befindet sich auch eine große Zahl von internationalen Studenten aus China, Indien, Nepal, Afrika und verschiedenen europäischen Partnerhochschulen.

## Geschichte
Das Dundalk Institute of Technology wurde im Jahr 1969 zunächst als Dundalk Regional Technical College gegründet, die offizielle Eröffnung fand jedoch erst 1971 statt.
Der Name Dundalk Institute of Technology wurde am 28. Januar 1998 übernommen.

## Fachbereiche
Das DkIT setzt sich aus 4 Fachbereichen (Schools) zusammen, denen mehrere Abteilungen (Departments) untergeordnet sind. Diese sind:
- School of Business and Humanities
  - Department of Business Studies
  - Department of Humanities
  - Department of Management and Financial Studies
  - Section of Hospitality Studies
- School of Engineering
  - Department of Civil and Environmental Engineering
  - Department of Construction and Surveying
  - Department of Electronic and Mechanical Engineering
- School of Informatics and Creative Arts
  - Department of Computing and Mathematics
  - Department of Visual and Human Centred  Computing
  - Department of Creative Arts, Media and Music
- School of Health and Science
  - Department of Applied Sciences
  - Department of Nursing, Midwifery and Health Studies
  - Section of Midwifery